# KamAZ-4350
Der KamAZ-4350 (russisch КамАЗ-4350), auch als „Mustang“ (russisch Мустанг) bezeichnet, ist ein allradgetriebener Lastwagen aus der Produktion des KAMAZ-Werks in Nabereschnyje Tschelny. Das Fahrzeug wird seit 2003 in Serie gebaut und ist auch für militärische Anwendungen konzipiert. Mit dem KamAZ-43501 existiert eine Version mit etwas geringerer Nutzlast.
Neben dem KamAZ-4350 mit zwei Achsen existieren auch der KamAZ-5350 mit drei und der KamAZ-6350 mit vier Achsen.

## Fahrzeugbeschreibung

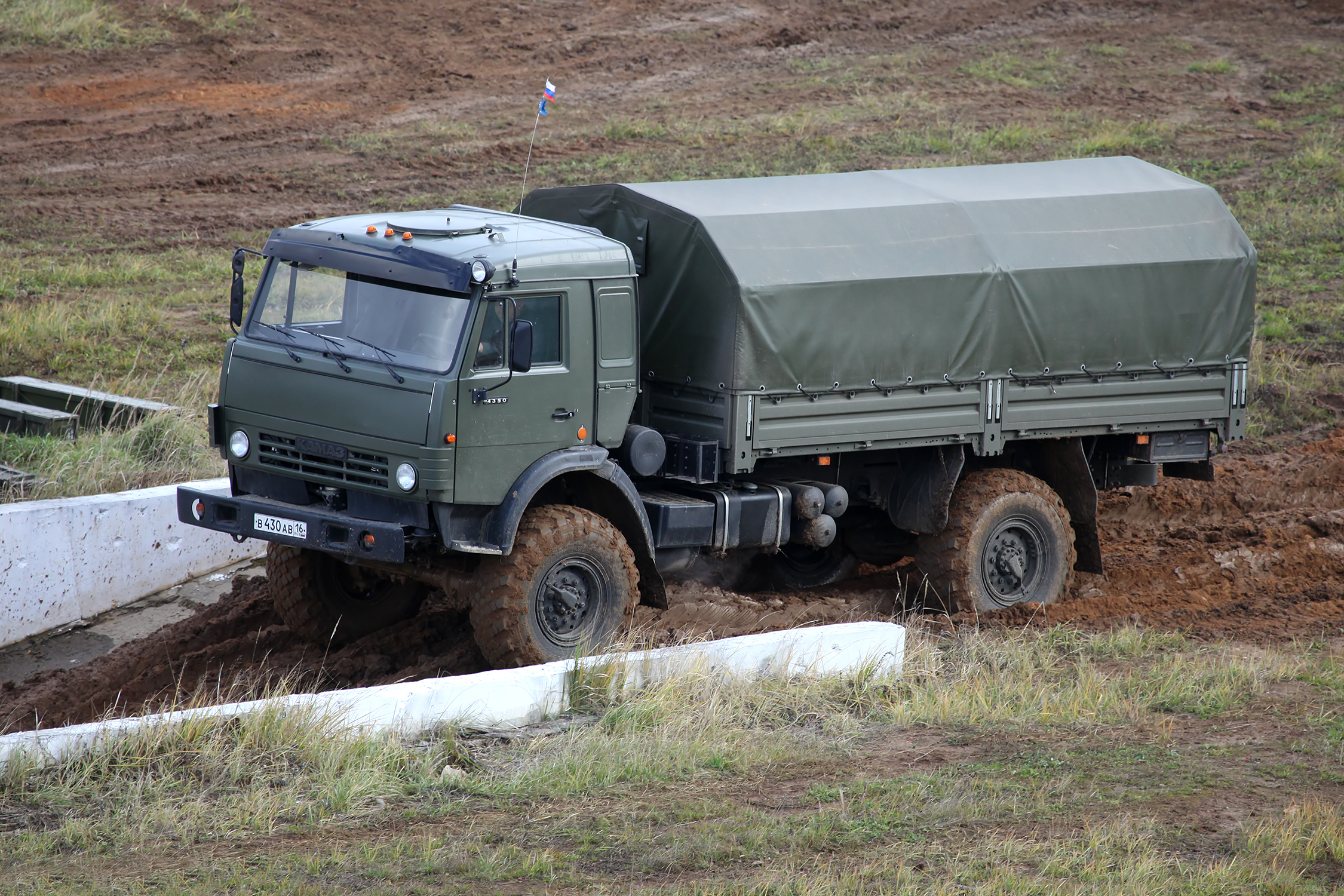
KamAZ-4350 im Gelände (2013)

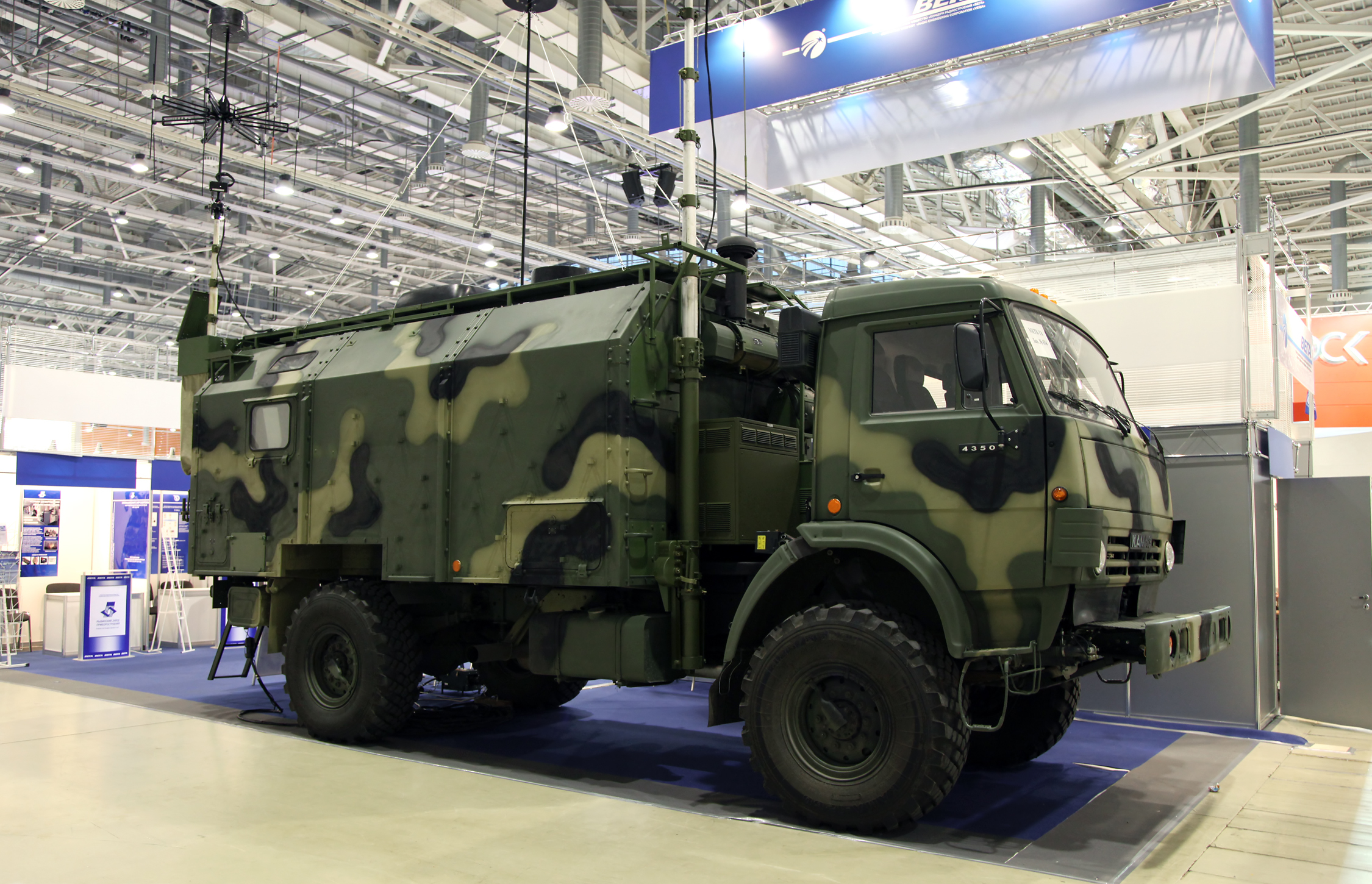
KamAZ-4350 als Basisfahrzeug für militärische Kommunikationstechnik (2012)

Wie auch bei den anderen Lastwagen der Fahrzeugfamilie erschienen ab 1991 Prototypen des KamAZ-4350. Nachdem bei den russischen Streitkräften im Jahr 2002 die Entscheidung gefallen war, Lkws aus der Baureihe zu kaufen, begann die Serienproduktion 2003. Man entschied sich zu diesem Schritt insbesondere, da nicht alle Wünsche des Militärs am bereits bestehenden KamAZ-4326 realisiert werden konnten.
Die Konstruktion des KamAZ-4350 gleicht der der Prototypen und der der anderen Lastwagen aus der Baureihe. Motor und Getriebe stammen aus Eigenproduktion. Bei dem verbauten Dieselmotor handelt es sich um einen V8 mit knapp elf Litern Hubraum. Das Schaltgetriebe ist ein Standard-Fünfganggetriebe, wobei eine zweistufige Geländeuntersetzung nachgeschaltet wurde. Dadurch stehen effektiv zehn Gänge zur Verfügung.
Für die notwendige Geländegängigkeit sorgt der kräftige Motor, der permanente Allradantrieb, die Geländeuntersetzung sowie die ringsum verwendete Einzelbereifung. Außerdem ist das Fahrzeug in der Lage, Gewässer bis 1,75 Meter Tiefe zu durchfahren.
Ebenfalls seit 2003 wird eine Version mit etwas geringerer Nutzlast angeboten, der KamAZ-43501. Bei den Streitkräften dient das Fahrzeug auch als Fahrgestell für diverse Spezialaufbauten.

## Technische Daten
Die hier aufgeführten Daten gelten für Fahrzeuge vom Typ KamAZ-4350. Über die Bauzeit hinweg und aufgrund verschiedener Modifikationen an den Fahrzeugen können einzelne Werte leicht schwanken.
- Motor: Viertakt-V8-Dieselmotor
- Motortyp: KamAZ-740.31-240
- Leistung: 240 PS (176 kW)
- maximales Drehmoment: 912 Nm
- Hubraum: 10,85 l
- Hub: 120 mm
- Bohrung: 120 mm
- Verdichtung: 16,5:1
- Abgasnorm: EURO 2
- Tankinhalt: 170 + 125 l
- Verbrauch: 26,5 l/100 km
- Reichweite: 1100 km
- Getriebetyp: КАМАЗ-154
- Getriebe: manuelles Fünfgang-Schaltgetriebe mit Geländeuntersetzung
- Höchstgeschwindigkeit: 100 km/h
- Antriebsformel: 4×4

Abmessungen und Gewichte
- Länge: 7950 mm
- Breite: 2550 mm
- Höhe: 3110 mm
- Radstand: 4180 mm
- Abmessungen der Ladefläche (L × B × H): 4890 × 2470 × 750 mm
- Höhe der Ladekante: 1570 mm
- Bodenfreiheit: 390 mm
- Spurweite: 2050 mm
- Wendekreis: 20,6 m
- Leergewicht: 7400 kg
- Zuladung: 4000 kg
- zulässiges Gesamtgewicht: 11.700 kg
- zulässige Anhängelast: 5000 kg
- zulässiges Gesamtgewicht des Zuges: 16.700 kg
- maximal befahrbare Steigung: 31° (entspricht 60 %)
- Wattiefe: 1750 mm
- maximal überfahrbare Grabenweite: 600 mm